# رالشتدت
رالشتدت (به آلمانی: Hamburg-Rahlstedt) یک منطقهٔ مسکونی واقع در  شهر هامبورگ آلمان است که در Wandsbek واقع شده‌است. رالشتدت ۸۶٬۴۱۳ نفر جمعیت دارد.